# Takapuna

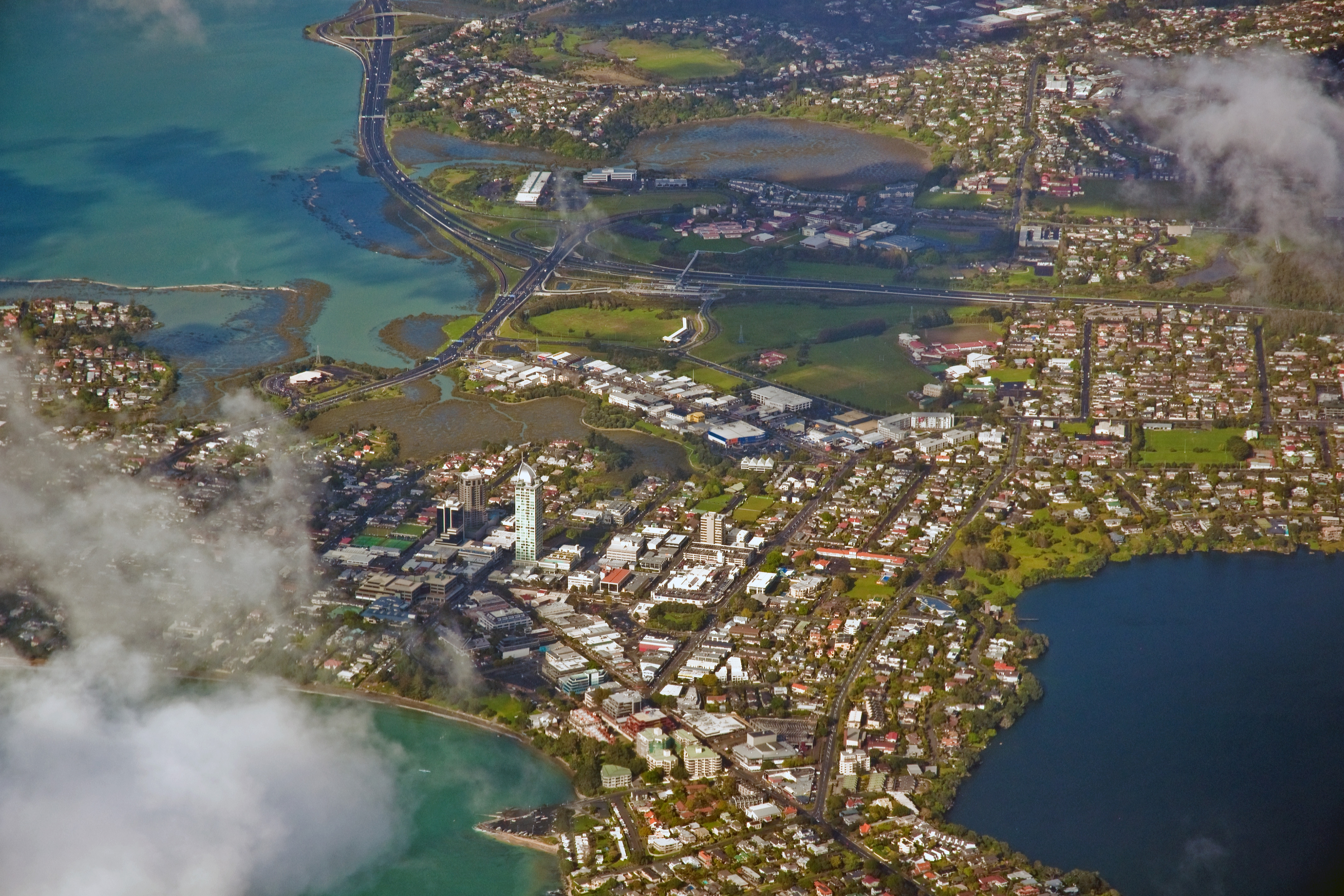
Vue aérienne de Takapuna

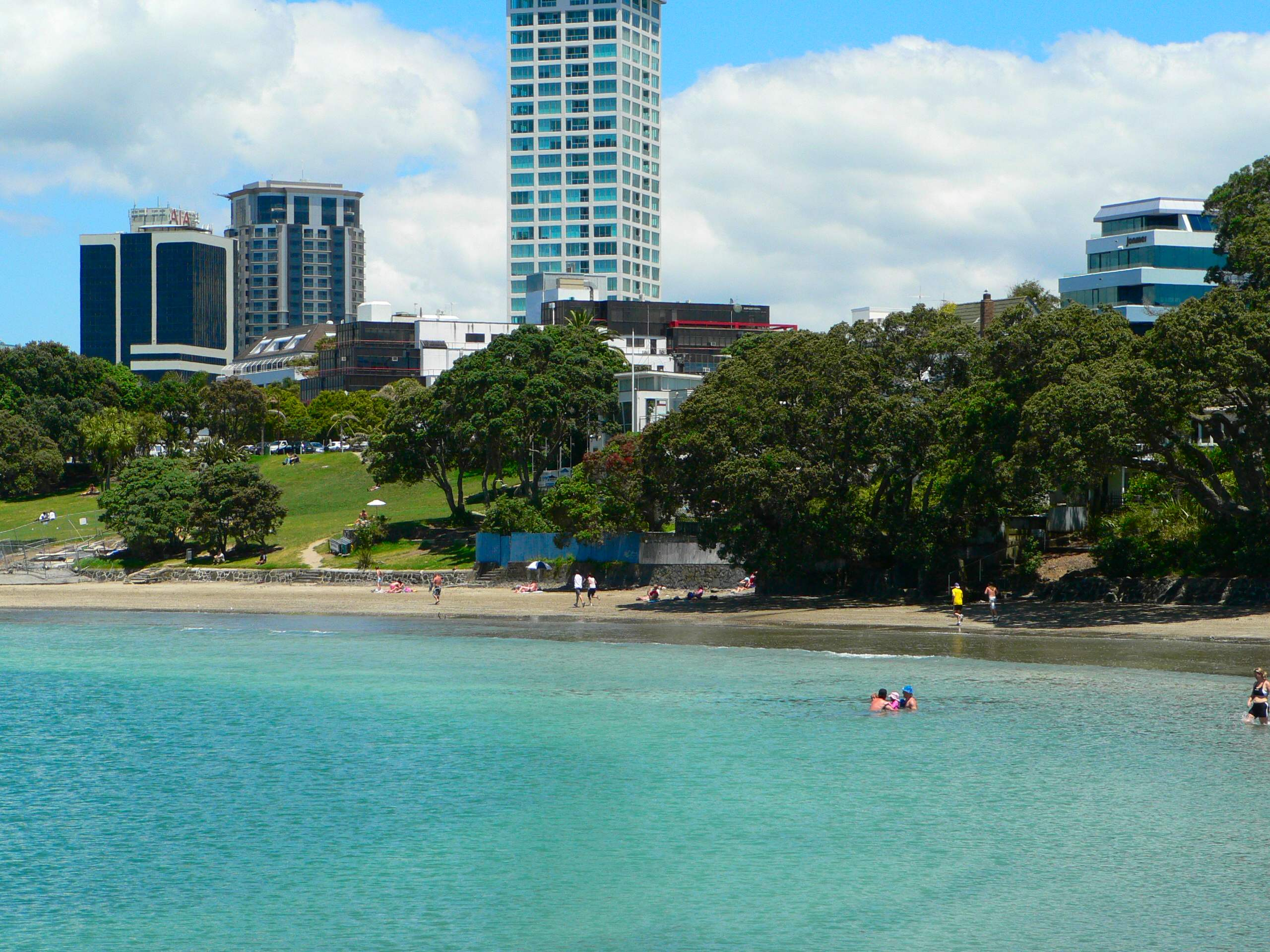
Vue de la plage.

Takapuna est un faubourg côtier de North Shore dans l'Île du Nord de Nouvelle-Zélande. Il se trouve à la limite de la péninsule qui forme le nord de Waitemata Harbour. Il a été intégré en 2010 à la municipalité d'Auckland. En 2013, sa population était de 3144 habitants.

## Gouvernance
Alors qu’elle est très petite en termes de population, elle siégeait déjà au niveau du North Shore City Council (en) avant d’être amalgamée à Auckland en 2010 dans le cadre du conseil d'Auckland et contient d’importants magasins et espaces de loisirs, qui la font considérer comme le CBD de la ville de North Shore.

## Géographie
Takapuna se trouve sur l'isthme de la péninsule qui pointe au sud dans les eaux de Waitemata Harbour et qui forme la limite orientale du port. Ainsi le faubourg s'étend d'un côté sur la côte de Shoal Bay et de l'autre le long du golfe de Hauraki, au nord-est. La partie nord du faubourg est dominée par le grand cratère volcanique du lac pupuke (en).
La plage de Takapuna est une plage prisée d'Auckland.
Au sud-est de Takapuna, la péninsule s'étend sur six kilomètres avec les faubourgs de  Belmont et Devenport. Les faubourgs de Hillcrest et Northcote se trouvent à l'ouest, tandis que Milford est au nord, au bord du lac Pupuke.

## Histoire
Les Maoris nommaient cet emplacement Takapuna  pour faire référence à l’eau fraîche de la source, qui s’écoule de la base du mont North Head (en) dans un bassin derrière la plage de Cheltenham.
En 1841, la femme de Eruera Maihi Patuone (en) vendit 9 500 acres du secteur de North Shore d'Auckland à la couronne britannique en y faisant référence comme la Takapuna Parish.
En 1844, le North Shore fut arpenté et divisé, mais en 1851, le gouverneur Grey fit don en retour à Patuone de 110 acres entre le petit bras de mer de Barry's Point Road et la plage de Takapuna pour son usage jusqu’à sa mort (1872).
Cette zone comprenait une installation des Maoris connue comme Waiwharariki, sur la petite baie de Shoal Bay, un promontoire maintenant traversé par Esmonde Road.
Les premières divisions des terrains agricoles pour le développement de la banlieue fut le secteur de Hurstmere qui fut mis en place en 1886 et celui de  Pupuke en 1889.
Le secteur de Takapuna dans la zone de Milford Beach, tout comme les terres entourant le lac Pupuke (en) furent bientôt des zones réputées pour la construction de confortables maisons d’été pour des hommes d’affaires souhaitant un environne rural et, finalement, certains s’y installèrent de façon permanente, se rendant en ferry à Auckland pour leur travail.
L'hôtel du lac de Takapuna fut construit sur les berges du lac Pupuke en 1887 selon les plans de R.J. Roberts. C’était une structure élégante de deux étages avec de nombreuses vérandas et une tourelle hexagonale.
Bien que son propriétaire, Edwin Harrow, l’envisageait comme un hôtel de famille et une pension de marine, il possédait une licence pour vendre des liqueurs. À cause de la destruction par le feu de l'hôtel dans les premières années du XXe siècle, cette licence fut transférée à une maison en bord de mer près de la plage de Takapuna, nommée « Mon Desir ». Cet établissement fut l’un des plus populaires d’Auckland et fut un endroit réputé durant tout le XXe siècle jusqu’à ce qu’il soit récemment reconverti en appartements.
Les archives historiques locales sont conservées dans les collections de la New Zealand Collection de la bibliothèque publique de Takapuna (Takapuna Public Library). Elles comprennent un index des journaux locaux, archives, photographies, histoires orales et des objets historiques sur Takapuna.

## Aujourd’hui
La plage de Takapuna est maintenant le site d’un nightclub et de boutiques de commerce du North Shore, avec au moins 60 bars, restaurants, et cafés et plus de 400 magasins de détail.
Une telle étendue de sable blanc et doux, complétée de grands magasins et sa proximité avec le centre financier de la ville (CBD) en a fait un centre-ville très recherché, tant pour ceux qui y vivent, que pour ceux qui y travaillent. La zone est prospère, dynamique et diverse, et offre un style de vie de qualité. Il y a de nombreuses opportunités d’éducation et de travail dans le secteur.

## Média
La première saison de la série de The Block NZ (en) se situait dans la ville de Takapuna.
Le Shania Twain de 2003, une vidéo de musique pour accompagner la chanson  When You Kiss Me (en) fut aussi tournée à Takapuna.

## Association de football
Takapuna est le siège du Takapuna AFC, qui participe au championnat NRFL (en).

## Éducation
Il y deux écoles catholiques sous contrat avec l’État situées l’une à côté de l’autre :
le collège Rosmini, qui fut fondé en 1962, et l'école St Joseph fondée en 1894.
- L’école St Joseph est une école mixte contribuant à l’éducation en primaire des enfants de niveau 1 à 6 avec un effectif de 341 enfants[12].
- Le collège Rosmini (en) est une école secondaire pour garçons allant du niveau 7 à 13, avec un effectif de 978 élèves[13].
- La Takapuna Normal Intermediate est une école mixte pour enfants de niveau 7 à 8, avec un effectif de 625 élèves[14]. Elle fut fondée en 1970[15].
- L’école Takapuna est une école mixte contribuant à l’éducation en primaire (allant de l’année 1 à 6), avec un effectif de 268 élèves[16]. Elle a célébré le jubilé de son 125e anniversaire en 2004[17].

Toutes ces écoles ont un taux de décile de 9.
- La Takapuna Grammar School (en) est un établissement de la banlieue de Belmont, au sud-est de Takapuna. C’est la principale école secondaire de la région.

## Avenir
Choisi par le conseil municipal comme une zone à intensifier, le front de mer deviendra l’arrière-cour pour les 15 000 résidents et employés qui habiteront Takapuna vers 2040.
La zone a des potentiels dans le secteur du commerce et est largement promue à d’autres développements dans le cadre du hub sud de North Shore. Le conseil a reconnu ce potentiel en créant un réseau de réflexions sur l’avenir du secteur.